# Can Silvestre Humet
Can Silvestre Humet és un edifici situat al nucli urbà del municipi d'Hostalric (Selva), concretament a l'avinguda Coronel Estrada. És una obra inclosa en l'Inventari del Patrimoni Arquitectònic de Catalunya.

## Descripció
És una casa de planta quadrada, amb planta baixa i dos pisos. Tanca la façana una cornisa sustentada per mènsules, i una barana esgraonada d'obra i decorada amb gelosies en grups de tres, a on hi ha el nom de Silvestre Humet. Teulat a doble vessant i amb teula àrab. La façana principal és amb dues finestres i una porta a la planta baixa, tres finestres amb balcó (amb barana de ferro i aguantat falsament per mènsules) al primer i al segon pis. Totes les obertures estan envoltades per un motllurat de guix. Dues cornises horitzontals, separen visualment els pisos. No s'han fet reformes exteriors, però l'interior ha estat completament canviat.